# Umjetnička radionica Heferer
Umjetnička radionica Heferer hrvatska je tvrtka za gradnju orgulja, harmonija i klavira. Najzaslužnija je za razvoj orguljarstva u Hrvatskoj.

## Povijest
Djelovanje je počela u Austriji, u Grazu 1849. godine. U Hrvatskoj djeluje od 1868. godine. Osnovana je kao Prva hrvatska gradiona orgulja, harmonija glasovira, a osnovao ju je Michael (Mijo) Heferer (1825. – 1887.). U Hrvatskoj je prvo djelovala u Karlovcu. Nakon dvije godine sjedište je premjestila u Zagreb, u kojem djeluje i danas. Uz Mihaela, graditelji iz ove radione su sljedeći Hefereri: Ferdo (Graz, 1853. – Zagreb, 1928), August (Graz, 1881. – Zagreb, 1944.), Ivan (Zagreb, 1927.), August (Zagreb, 1951.) te Tomislav (Zagreb 1969.).
Radionica je pratila sve tekovine stilskih razdoblja kao što su: (klasicizam, romantizam, moderna) i tehničkog razvitka orgulja: mehaničke, pneumatske, elektropneumatske trakture, te zračnica s kliznicama i čunjićima.
Ukupno 263 orgulja radionice Heferer nalaze se posvuda u Hrvatskoj, BiH, Sloveniji, Austriji i Vojvodini. Od toga samo u zagrebačkim crkvama je 18 te u okolici Zagreba još 29 orgulja, ali i sinagogama, samostanima, kapelama, sjemeništima, glazbenim školama, Muzičkoj akademiji.
Restaurirala  je od 1971. godine do danas 58 povijesnih i spomeničkih orgulja.
Godine 1994. Umjetnička radionica Heferer pokrenula je u suradnji s Koncertnom direkcijom Zagreb ciklus koncerata Orgulje Heferer (Festival Orgulje Heferer) na orguljama diljem Hrvatske. Koncerti se izvode na orguljama koje je Radionica Heferer obnovila. Festival se održava svake godine u trajanju od nekoliko mjeseci.

## Priznanja
Dobili su sljedeća priznanja:
- Velika medalja u Budimpešti (1885.)
- Zlatna kolajna u Osijeku (1892.)
- Velika milenijska kolajna u Budimpešti (1896.)
- Počasno priznanje Talijanske akademije znanosti i umjetnosti (1897.)
- Medalja grada Varaždina (1968.)

## Vanjske poveznice
- Popis najznačajnih restauriranih i rekonstruiranih povijesnih instrumenata - orgulja, pozitiva, harmoniuma i Tafelklaviera, spomenika kulture od 1971. - 2002., Izrada: Umjetnička radionica Heferer, Culturenet.hr